# 그레타 추케리 몬타나리
그레타 추케리 몬타나리(Greta Zuccheri Montanari, 1999년 8월 7일 ~ )는 이탈리아의 배우이다.